# 翁学本
翁学本（1829年—1882年），湖南善化人，清朝政治人物。

## 生平
咸豐七年（1857年）任福建浦城縣丞。歷官泰甯知縣、署崇安、閩縣、侯官知縣，同治三年（1864年）改福建詔安知縣。六年（1867年），升永春州知州。同治十二年（1873年）調龙岩州知州。光緒二年（1876年）署福州府知府。官至福建鹽法道員，署按察使。